# Adnan Daoud
Adnan Daoud (عدنان داود) est un général libanais responsable de la caserne de Marjayoun au Liban du Sud. Il devient célèbre après avoir offert du thé à l'armée israélienne le 10 août 2006.

## Affaire Daoud
Le général Daoud est arrêté à la suite de la décision du ministre de l'Intérieur Ahmad Fatfat le 16 août 2006 pour haute trahison. Il a été relâché et a repris son poste.